# N. C. Vasanthakokilam
Nagapattinam Chandrashekharan Vasanthakokilam (1919 - 7 novembre 1951) est une chanteuse de musique carnatique et une actrice du cinéma indien. Elle a notamment interprété des Kritis (en) de Tyagaraja et de Muthuswami Dikshitar et, dans les années qui ont suivi l'indépendance de l'Inde, elle a contribué à populariser les chansons du célèbre poète mystique du Tamil Nadu, Shuddhananda Bharati. Elle est morte de la tuberculose en 1951.

## Biographie

### Jeunesse
Nagapattinam  naît sous le nom de Kamakshi à Irinjalakuda (en), dans l'État de Cochin, en Inde britannique, l'actuel Kerala. Sa famille déménage ensuite à Nagapattinam. Son père, Chandrashekhara Iyer, l'envoie sous la tutelle de Nagapattinam 'Jalra' Gopala Iyer, un accompagnateur de spectacles Harikatha (en). En 1936, la famille déménage à Madras, où elle commence à donner des concerts. Elle remporte le premier prix de musique vocale à la conférence annuelle de l'Académie de musique de Madras, en 1938, présidée par Ariyakudi Ramanuja Iyengar (en).

### Carrière musicale
Sa voix est mélodieuse, Shruti, avec une intonation parfaite, de l'émotion, aiguë et une prononciation claire des mots. Elle rend les octaves supérieures et le Shruti avec une aisance remarquable. Elle chante beaucoup de chansons tamoules. Elle se produit régulièrement aux festivals du Tamil Isai Sangam à Madras et du Nellai Sangeetha Sabha à Tirunelveli.
Elle s'est également produite pour le Tyagaraja Aradhana chaque année entre 1942 et 1951. NCV se classait parmi les meilleurs chanteurs classiques de l'époque et de nombreux disques ont été publiés contenant ses chansons classiques et semi-classiques. Le célèbre chanteur de musique carnatique Tiger Varadachariar (en) lui a décerné le titre de Madhurageetha Vani.

### Carrière d'actrice
En plus d'être une chanteuse par excellence, N. C. Vasanthakokilam joue dans des films. Elle commence avec Chandraguptha Chanakya (en) (1940) dans le rôle de la princesse Chaaya, réalisé par C. K. Saachi en 1940. Suivent Venuganan (1940), Gangavathar (en) (1942), Haridas (en) (1944), Valmiki (en) (1946), Kundalakesi (1946) et Krishna Vijayam (en) (1950). Aujourd'hui, peu de ses interprétations carnatiques sont disponibles sous forme de CD ou d'enregistrements audio et ceux qui sont disponibles contiennent à la fois des compositions cinématographiques et carnatiques, la plupart provenant de divers concerts qu'elle a donnés dans le passé. 

### Vie privée
Sa vie privée est malheureuse. Son mariage est un échec car son mari n'est pas enclin à encourager ses activités musicales. Plus tard, elle trouve un partenaire de vie en la personne d'un avocat devenu réalisateur de films, C. K. Sathasivan (connu sous le nom de C. K. Saachi) jusqu'à ses derniers jours. Victime d'une grave crise de tuberculose, elle meurt, en 1951, dans sa résidence de Gopalapuram (en), à Chennai. Elle n'a que trente-deux ans au moment de sa mort et le monde de la musique classique a perdu une chanteuse à la voix suave.